# Madeline Juno/Konzerte und Tourneen
Dies ist eine Liste über alle absolvierten Konzerte und Tourneen der deutschen Singer-Songwriterin Madeline Juno.

## Tourneen
Hauptprogramm
- 09/2014–09/2014: The Unknown Tour
- 10/2016–11/2016: Salvation Tour
- 10/2017–06/2018: DNA Tour
- 02/2019–02/2019: Acoustic Tour 2019
- 10/2019–11/2019: Was bleibt Tour
- 06/2022–07/2022: Besser kann ich es nicht erklären Tour
- 06/2023–07/2023: Sommer, Sonne, Festivals 2023
- 10/2023–11/2023: Acoustic Tour 2023
- 04/2024–04/2024: Tour zu Besuch

Konzertreihen oder Vorprogramm
- 03/2014–04/2014: Lieder Tour (Vorprogramm von Adel Tawil)
- 11/2014–12/2014: Night of the Proms Tour 2014 (Konzertreihe)

## Konzerte
| Datum              | Stadt                | Veranstaltungsort               | Land        | Veranstaltung                                  |
| ------------------ | -------------------- | ------------------------------- | ----------- | ---------------------------------------------- |
| 6. Oktober 2012    | Köln                 | Live Music Hall                 | Deutschland | Einzelkonzert (Tom Beck Support)               |
| 4. September 2013  | Hamburg              | Stadtpark                       | Deutschland | Einzelkonzert (Philipp Poisel Support)         |
| 4. Februar 2014    | Hamburg              | Große Freiheit 36               | Deutschland | Einzelkonzert (Ellie Goulding Support)         |
| 22. März 2014      | Frankfurt am Main    | HR Funkhaus                     | Deutschland | Einzelkonzert (hr3@night)                      |
| 27. März 2014      | Hannover             | TUI Arena                       | Deutschland | Lieder Tour (Adel Tawil Support)               |
| 28. März 2014      | Schwerin             | Sport- und Kongresshalle        | Deutschland | Lieder Tour (Adel Tawil Support)               |
| 29. März 2014      | Berlin               | O2 World                        | Deutschland | Lieder Tour (Adel Tawil Support)               |
| 31. März 2014      | Magdeburg            | GETEC Arena                     | Deutschland | Lieder Tour (Adel Tawil Support)               |
| 1. April 2014      | Köln                 | Lanxess Arena                   | Deutschland | Lieder Tour (Adel Tawil Support)               |
| 3. April 2014      | Hamburg              | O2 World                        | Deutschland | Lieder Tour (Adel Tawil Support)               |
| 4. April 2014      | Oberhausen           | König-Pilsener-Arena            | Deutschland | Lieder Tour (Adel Tawil Support)               |
| 5. April 2014      | Nürnberg             | Arena Nürnberger Versicherung   | Deutschland | Lieder Tour (Adel Tawil Support)               |
| 7. April 2014      | Leipzig              | Arena Leipzig                   | Deutschland | Lieder Tour (Adel Tawil Support)               |
| 8. April 2014      | Chemnitz             | Chemnitz Arena                  | Deutschland | Lieder Tour (Adel Tawil Support)               |
| 9. April 2014      | Saarbrücken          | Saarlandhalle                   | Deutschland | Lieder Tour (Adel Tawil Support)               |
| 11. April 2014     | Frankfurt am Main    | Festhalle                       | Deutschland | Lieder Tour (Adel Tawil Support)               |
| 12. April 2014     | Erfurt               | Messehalle                      | Deutschland | Lieder Tour (Adel Tawil Support)               |
| 13. April 2014     | Halle (Westf.)       | Gerry-Weber-Stadion             | Deutschland | Lieder Tour (Adel Tawil Support)               |
| 17. April 2014     | Zürich               | Escherwyss Club                 | Schweiz     | Einzelkonzert                                  |
| 7. Juni 2014       | Hilchenbach-Grund    | Ginsberger Heide                | Deutschland | Einzelkonzert (KulturPur)                      |
| 4. September 2014  | Berlin               | IFA Sommergarten                | Deutschland | The Unknown Tour                               |
| 5. September 2014  | Leipzig              | Moritzbastei                    | Deutschland | The Unknown Tour                               |
| 6. September 2014  | Remscheid            | Schützenplatz                   | Deutschland | The Unknown Tour                               |
| 7. September 2014  | Hamburg              | Nochtspeicher                   | Deutschland | The Unknown Tour                               |
| 9. September 2014  | Dortmund             | Freizeitzentrum West            | Deutschland | The Unknown Tour                               |
| 10. September 2014 | Köln                 | Luxor                           | Deutschland | The Unknown Tour                               |
| 12. September 2014 | Frankfurt am Main    | Zoom                            | Deutschland | The Unknown Tour                               |
| 13. September 2014 | München              | StrØm                           | Deutschland | The Unknown Tour                               |
| 14. September 2014 | Offenburg            | Reithalle                       | Deutschland | The Unknown Tour                               |
| 26. November 2014  | Luxemburg            | d’Coque                         | Luxemburg   | Night of the Proms Tour 2014 (Konzertreihe)    |
| 27. November 2014  | Frankfurt am Main    | Festhalle                       | Deutschland | Night of the Proms Tour 2014 (Konzertreihe)    |
| 28. November 2014  | Frankfurt am Main    | Festhalle                       | Deutschland | Night of the Proms Tour 2014 (Konzertreihe)    |
| 29. November 2014  | Dortmund             | Westfalenhalle                  | Deutschland | Night of the Proms Tour 2014 (Konzertreihe)    |
| 30. November 2014  | Oberhausen           | König-Pilsener-Arena            | Deutschland | Night of the Proms Tour 2014 (Konzertreihe)    |
| 2. Dezember 2014   | Mannheim             | SAP Arena                       | Deutschland | Night of the Proms Tour 2014 (Konzertreihe)    |
| 3. Dezember 2014   | Stuttgart            | Schleyerhalle                   | Deutschland | Night of the Proms Tour 2014 (Konzertreihe)    |
| 5. Dezember 2014   | München              | Olympiahalle                    | Deutschland | Night of the Proms Tour 2014 (Konzertreihe)    |
| 6. Dezember 2014   | München              | Olympiahalle                    | Deutschland | Night of the Proms Tour 2014 (Konzertreihe)    |
| 7. Dezember 2014   | München              | Olympiahalle                    | Deutschland | Night of the Proms Tour 2014 (Konzertreihe)    |
| 11. Dezember 2014  | Hannover             | TUI Arena                       | Deutschland | Night of the Proms Tour 2014 (Konzertreihe)    |
| 12. Dezember 2014  | Köln                 | Lanxess Arena                   | Deutschland | Night of the Proms Tour 2014 (Konzertreihe)    |
| 13. Dezember 2014  | Köln                 | Lanxess Arena                   | Deutschland | Night of the Proms Tour 2014 (Konzertreihe)    |
| 17. Dezember 2014  | Erfurt               | Messehalle                      | Deutschland | Night of the Proms Tour 2014 (Konzertreihe)    |
| 18. Dezember 2014  | Berlin               | O2 World                        | Deutschland | Night of the Proms Tour 2014 (Konzertreihe)    |
| 19. Dezember 2014  | Hamburg              | O2 World                        | Deutschland | Night of the Proms Tour 2014 (Konzertreihe)    |
| 20. Dezember 2014  | Hamburg              | O2 World                        | Deutschland | Night of the Proms Tour 2014 (Konzertreihe)    |
| 21. Dezember 2014  | Bremen               | ÖVB Arena                       | Deutschland | Night of the Proms Tour 2014 (Konzertreihe)    |
| 25. Februar 2016   | Berlin               | Fluxbau                         | Deutschland | Einzelkonzert                                  |
| 21. Oktober 2016   | Dortmund             | Freizeitzentrum West            | Deutschland | Salvation Tour                                 |
| 22. Oktober 2016   | Mannheim             | Alte Seilerei                   | Deutschland | Salvation Tour                                 |
| 23. Oktober 2016   | München              | Club Ampere                     | Deutschland | Salvation Tour                                 |
| 25. Oktober 2016   | Frankfurt am Main    | Zoom                            | Deutschland | Salvation Tour                                 |
| 26. Oktober 2016   | Köln                 | Luxor                           | Deutschland | Salvation Tour                                 |
| 28. Oktober 2016   | Offenburg            | Reithalle                       | Deutschland | Salvation Tour                                 |
| 29. Oktober 2016   | Hamburg              | Gruenspan                       | Deutschland | Salvation Tour                                 |
| 30. Oktober 2016   | Berlin               | Privatclub                      | Deutschland | Salvation Tour                                 |
| 1. November 2016   | Leipzig              | Täubchenthal                    | Deutschland | Salvation Tour                                 |
| 2. November 2016   | Dresden              | Scheune                         | Deutschland | Salvation Tour                                 |
| 4. November 2016   | Kaiserslautern       | Kulturzentrum Kammgarn          | Deutschland | Salvation Tour                                 |
| 5. November 2016   | Böblingen            | Albert-Einstein-Gymnasium       | Deutschland | Salvation Tour                                 |
| 6. November 2016   | Zürich               | Exil                            | Schweiz     | Salvation Tour                                 |
| 10. Oktober 2017   | Bochum               | Zeche                           | Deutschland | DNA Tour                                       |
| 11. Oktober 2017   | Köln                 | Club Bahnhof Ehrenfeld          | Deutschland | DNA Tour                                       |
| 12. Oktober 2017   | Offenburg            | Reithalle                       | Deutschland | DNA Tour                                       |
| 13. Oktober 2017   | Kaiserslautern       | Kulturzentrum Kammgarn          | Deutschland | DNA Tour                                       |
| 14. Oktober 2017   | Mannheim             | Alte Seilerei                   | Deutschland | DNA Tour                                       |
| 16. Oktober 2017   | Frankfurt am Main    | Zoom                            | Deutschland | DNA Tour                                       |
| 17. Oktober 2017   | Münster              | Sputnikhalle                    | Deutschland | DNA Tour                                       |
| 18. Oktober 2017   | Hannover             | MusikZentrum                    | Deutschland | DNA Tour                                       |
| 19. Oktober 2017   | Leipzig              | Täubchenthal                    | Deutschland | DNA Tour                                       |
| 20. Oktober 2017   | Stuttgart            | Im Wizemann                     | Deutschland | DNA Tour                                       |
| 29. Oktober 2017   | Berlin               | Bi Nuu                          | Deutschland | DNA Tour                                       |
| 30. Oktober 2017   | Hamburg              | Stage Club                      | Deutschland | DNA Tour                                       |
| 1. Mai 2018        | Cloppenburg          | Stadtpark                       | Deutschland | DNA Tour                                       |
| 2. Mai 2018        | Kiel                 | Apartment                       | Deutschland | DNA Tour                                       |
| 3. Mai 2018        | Fulda                | Kulturkeller                    | Deutschland | DNA Tour                                       |
| 4. Mai 2018        | Lüneburg             | Ritterakademie                  | Deutschland | DNA Tour                                       |
| 1. Juni 2018       | Göttingen            | Musa Kulturzentrum              | Deutschland | DNA Tour                                       |
| 2. Juni 2018       | Lahr/Schwarzwald     | Landesgartenschau               | Deutschland | DNA Tour                                       |
| 10. August 2018    | Hamburg              | Zirkuszelt am Nobistor          | Deutschland | Einzelkonzert (Sommer in Altona)               |
| 14. Februar 2019   | Hamburg              | Nochtspeicher                   | Deutschland | Acoustic Tour 2019                             |
| 15. Februar 2019   | Berlin               | Auster Club                     | Deutschland | Acoustic Tour 2019                             |
| 16. Februar 2019   | München              | Milla                           | Deutschland | Acoustic Tour 2019                             |
| 17. Februar 2019   | Frankfurt am Main    | Brotfabrik                      | Deutschland | Acoustic Tour 2019                             |
| 18. Februar 2019   | Düsseldorf           | The Tube                        | Deutschland | Acoustic Tour 2019                             |
| 27. September 2019 | Berlin               | StockWerk5                      | Deutschland | Einzelkonzert (Benefiz für Viva con Agua)      |
| 23. Oktober 2019   | Dortmund             | Freizeitzentrum West            | Deutschland | Was bleibt Tour                                |
| 24. Oktober 2019   | Hannover             | LUX Club                        | Deutschland | Was bleibt Tour                                |
| 25. Oktober 2019   | Osnabrück            | Kleine Freiheit                 | Deutschland | Was bleibt Tour                                |
| 26. Oktober 2019   | Frankfurt am Main    | Zoom                            | Deutschland | Was bleibt Tour                                |
| 27. Oktober 2019   | Frankenthal          | Gleis4                          | Deutschland | Was bleibt Tour                                |
| 29. Oktober 2019   | Hamburg              | Knust                           | Deutschland | Was bleibt Tour                                |
| 30. Oktober 2019   | Bremen               | Kulturzentrum Lagerhaus         | Deutschland | Was bleibt Tour                                |
| 31. Oktober 2019   | Berlin               | Musik & Frieden                 | Deutschland | Was bleibt Tour                                |
| 3. November 2019   | Dresden              | Kulturzentrum Scheune           | Deutschland | Was bleibt Tour                                |
| 4. November 2019   | Freiburg im Breisgau | Jazzhaus                        | Deutschland | Was bleibt Tour                                |
| 5. November 2019   | München              | Club Ampere                     | Deutschland | Was bleibt Tour                                |
| 6. November 2019   | Köln                 | Club Volta                      | Deutschland | Was bleibt Tour                                |
| 7. November 2019   | Stuttgart            | club CANN                       | Deutschland | Was bleibt Tour                                |
| 27. Juni 2020      | Aurich               | Mehrzweckgelände                | Deutschland | Einzelkonzert (Vagabunden Festival)            |
| 10. Juni 2021      | Braunschweig         | Wolters Applaus Garten          | Deutschland | Einzelkonzert                                  |
| 31. Juli 2021      | Osnabrück            | Kreativquartier am Hafen        | Deutschland | Einzelkonzert (HafenSommer)                    |
| 1. August 2021     | Wolfsburg            | Autostadt                       | Deutschland | Einzelkonzert (HafenSommer)                    |
| 12. August 2021    | Mannheim             | Am Stromwerk                    | Deutschland | Einzelkonzert (Stromwerk Sommerbühne)          |
| 22. August 2021    | Schiffweiler         | Erlebnisort Reden               | Deutschland | Einzelkonzert (SR 1 Alm Open Air)              |
| 23. Oktober 2021   | Jena                 | Friedenskirche                  | Deutschland | Einzelkonzert                                  |
| 7. April 2022      | Hamburg              | Bullerei                        | Deutschland | Einzelkonzert (AllHandsOnDeck)                 |
| 4. Juni 2022       | Schiffweiler         | Erlebnisort Reden               | Deutschland | Einzelkonzert (SR 1 Alm Open Air)              |
| 7. Juni 2022       | Frankfurt am Main    | Zoom                            | Deutschland | Besser kann ich es nicht erklären Tour         |
| 8. Juni 2022       | Stuttgart            | Im Wizemann                     | Deutschland | Besser kann ich es nicht erklären Tour         |
| 9. Juni 2022       | Essen                | Zeche Carl                      | Deutschland | Besser kann ich es nicht erklären Tour         |
| 11. Juni 2022      | Saalfeld/Saale       | Marktplatz                      | Deutschland | Einzelkonzert (Saalfelder Marktfest)           |
| 15. Juni 2022      | Braunschweig         | Wolters Applaus Garten          | Deutschland | Einzelkonzert                                  |
| 16. Juni 2022      | Lüneburg             | Kulturforum                     | Deutschland | Einzelkonzert                                  |
| 1. Juli 2022       | Dresden              | Beatpol                         | Deutschland | Besser kann ich es nicht erklären Tour         |
| 2. Juli 2022       | München              | Club Ampere                     | Deutschland | Besser kann ich es nicht erklären Tour         |
| 4. Juli 2022       | Köln                 | Gebäude 9                       | Deutschland | Besser kann ich es nicht erklären Tour         |
| 5. Juli 2022       | Hannover             | MusikZentrum                    | Deutschland | Besser kann ich es nicht erklären Tour         |
| 6. Juli 2022       | Berlin               | Metropol                        | Deutschland | Besser kann ich es nicht erklären Tour         |
| 7. Juli 2022       | Hamburg              | Fabrik                          | Deutschland | Besser kann ich es nicht erklären Tour         |
| 23. Juli 2022      | Mühlacker            | RKV-Gelände                     | Deutschland | Einzelkonzert (Enzland Festival)               |
| 7. August 2022     | Gersthofen           | Gelände der Naturfreunde        | Deutschland | Einzelkonzert (Open-Air bei den NaturFreunden) |
| 14. August 2022    | Oldenburg (Oldb)     | Utkiek Park                     | Deutschland | Einzelkonzert (Grüne Wiese Open Air)           |
| 7. September 2022  | Dortmund             | JunkYard                        | Deutschland | Einzelkonzert (JunkYard Open-Air)              |
| 8. September 2022  | Düsseldorf           | Aktion & Kultur mit Kindern     | Deutschland | Einzelkonzert (VierLinden Open-Air)            |
| 10. September 2022 | Friedrichshafen      | Kulturhaus Caserne              | Deutschland | Einzelkonzert (FAB 22 Festival)                |
| 26. Januar 2023    | Wien                 | Odeon Theater                   | Österreich  | Einzelkonzert (Tandem Songwriter Festival)     |
| 11. März 2023      | Baden-Baden          | Runder Saal im Kurhaus          | Deutschland | Einzelkonzert                                  |
| 21. Juni 2023      | Kiel                 | Kieler Rathaus                  | Deutschland | Sommer, Sonne, Festivals 2023                  |
| 22. Juli 2023      | Darmstadt            | Centralstation                  | Deutschland | Sommer, Sonne, Festivals 2023                  |
| 23. Juli 2023      | Cuxhaven             | See-Flughafen Cuxhaven/Nordholz | Deutschland | Sommer, Sonne, Festivals 2023                  |
| 11. August 2023    | Eschwege             | Werdchen                        | Deutschland | Sommer, Sonne, Festivals 2023                  |
| 18. August 2023    | Dresden              | Theaterplatz                    | Deutschland | Einzelkonzert (Canaletto Stadtfest)            |
| 27. August 2023    | Höxter               | Freizeitanlage Höxter-Godelheim | Deutschland | Sommer, Sonne, Festivals 2023                  |
| 21. Oktober 2023   | Rostock              | Peter-Weiss-Haus                | Deutschland | Acoustic Tour 2023                             |
| 22. Oktober 2023   | Bielefeld            | Forum                           | Deutschland | Acoustic Tour 2023                             |
| 23. Oktober 2023   | Bochum               | Zeche                           | Deutschland | Acoustic Tour 2023                             |
| 25. Oktober 2023   | Augsburg             | Kantine                         | Deutschland | Acoustic Tour 2023                             |
| 26. Oktober 2023   | Friedrichshafen      | Kulturhaus Caserne              | Deutschland | Acoustic Tour 2023                             |
| 27. Oktober 2023   | Freiburg im Breisgau | Jazzhaus                        | Deutschland | Acoustic Tour 2023                             |
| 29. Oktober 2023   | Schweinfurt          | Kulturhaus Stadtbahnhof         | Deutschland | Acoustic Tour 2023                             |
| 30. Oktober 2023   | Regensburg           | Alte Mälzerei                   | Deutschland | Acoustic Tour 2023                             |
| 31. Oktober 2023   | Kaiserslautern       | Kulturzentrum Kammgarn          | Deutschland | Acoustic Tour 2023                             |
| 2. November 2023   | Magdeburg            | Kulturzentrum Moritzhof         | Deutschland | Acoustic Tour 2023                             |
| 3. November 2023   | Cottbus              | Gladhouse                       | Deutschland | Acoustic Tour 2023                             |
| 7. April 2024      | Leipzig              | Täubchenthal                    | Deutschland | Tour zu Besuch                                 |
| 8. April 2024      | Nürnberg             | Hirsch                          | Deutschland | Tour zu Besuch                                 |
| 9. April 2024      | München              | Technikum                       | Deutschland | Tour zu Besuch                                 |
| 11. April 2024     | Stuttgart            | Im Wizemann                     | Deutschland | Tour zu Besuch                                 |
| 12. April 2024     | Saarbrücken          | Garage                          | Deutschland | Tour zu Besuch                                 |
| 14. April 2024     | Frankfurt am Main    | Zoom                            | Deutschland | Tour zu Besuch                                 |
| 15. April 2024     | Köln                 | Gloria                          | Deutschland | Tour zu Besuch                                 |
| 16. April 2024     | Dortmund             | Freizeitzentrum West            | Deutschland | Tour zu Besuch                                 |
| 18. April 2024     | Osnabrück            | Popsalon                        | Deutschland | Tour zu Besuch                                 |
| 19. April 2024     | Hannover             | Capitol                         | Deutschland | Tour zu Besuch                                 |
| 20. April 2024     | Oldenburg (Oldb)     | Kulturetage                     | Deutschland | Tour zu Besuch                                 |
| 22. April 2024     | Hamburg              | Große Freiheit 36               | Deutschland | Tour zu Besuch                                 |
| 23. April 2024     | Berlin               | Huxleys Neue Welt               | Deutschland | Tour zu Besuch                                 |